# Brenne (Seille)
Pour les articles homonymes, voir Brenne.
La Brenne est une rivière française des départements du Jura et de la Saône-et-Loire (région Bourgogne-Franche-Comté), affluent de rive droite de la Seille, qui est un sous-affluent du Rhône par la Saône.

## Géographie
De 53,8 kilomètres de longueur, la Brenne prend sa source sur la commune de Miéry à 440 mètres d'altitude, entre les lieux-dits les Haubiers et les Côtes de Bertines sur la commune de Plasne.
Elle coule d'abord vers l'ouest puis oblique vers le sud-ouest après Mouthier-en-Bresse et après Montjay vers le sud.
Elle conflue sur la commune de Frangy-en-Bresse, à 180 mètres d'altitude.

### Communes et cantons traversés
Dans les deux départements du Jura et de Saône-et-Loire, la Brenne traverse vingt-et-une communes (Jura : 13, Saône-et-Loire : 9), vingt-deux selon le SANDRE, vingt-trois selon Géoportail :
- de l'amont vers l'aval : Miéry (source), Saint-Lothain, Saint-Lamain, Darbonnay, Toulouse-le-Château, Sellières, Vers-sous-Sellières, Le Villey, Chaumergy, Foulenay, La Chassagne, Beauvernois, Rye, Mouthier-en-Bresse, Bellevesvre, Torpes, Chapelle-Voland, Montjay, Le Planois, Bosjean, Bouhans, Sens-sur-Seille, Frangy-en-Bresse (confluence).

- En termes de cantons, la Brenne prend sa source dans le canton de Poligny, traverse les cantons de Sellières, Chaumergy, Pierre-de-Bresse, Bletterans, et conflue dans le canton de Saint-Germain-du-Bois.

- Pour les arrondissements traversés, la Brenne coule dans les arrondissements de Lons-le-Saunier (Jura) et Louhans (Saône-et-Loire).

### Bassin versant
La Brenne traverse une seule zone hydrographique « La Brenne » (U341) de 445 km2 de superficie. Ce bassin versant est constitué à 67,41 % de « territoires agricoles », à 30,11 % de « forêts et milieux semi-naturels », à 1,53 % de « territoires artificialisés », à 0,99 % de « surfaces en eau ».

### Organisme gestionnaire
Un contrat de rivière du bassin de la Seille porté par le Syndicat mixte Saône et Doubs a été mis en œuvre depuis 2002 avec l'aide financière des conseils régionaux et généraux, de l’Agence de l’eau et de l’État. Ce syndicat est désormais intégré dans l'EPTB Saône-Doubs. Il se préoccupe de la qualité de l'eau mais aussi des inondations de lieux habités lors des crues qui concernent plus de trente communes, les trois secteurs les plus touchés étant l’agglomération louhannaise, Bletterans et Voiteur.

## Affluents
La Brenne a dix-sept affluents affluents référencés au SANDRE:
- la Boissine (rg) 8 km
- le ruisseau de l'Étang de Bouhans (rd) 3 km avec un affluent :
  - le ruisseau de l'Étang de Barre (rd) 3 km
- la Darge (rg) 10 km avec un affluent:
  - le Vernois 5 km
- la Dorme (rd), 16 km avec un affluent :
  - le Roselet 5 km
- le Bief d'Ainson 15 km avec deux affluents :
  - le bief de l'Etang Neuf 3 km,
  - le Bief Tricot 2 km
- le ruisseau des Tenaudins 13 km
- la Rivière la Chaux, 12 km avec un affluent :
  - le ruisseau de l'Etang privé 5 km
- le ruisseau de l'Étang 7 km sur la commune de Darbonnay
- le ruisseau des Armetières 6 km,
- le ruisseau de Prélot, 6 km avec un affluent :
  - le ruisseau de Scellé 3 km
- le ruisseau de Gorge 2 km
- le ruisseau du Battoir (rg) 4 km sur la commune de Saint-Lamain avec un affluent :
  - le Clusiau 1 km
- le ruisseau de l'Etang 3 km
- le ruisseau de l'Épinette (rd) 2 km sur les deux communes de Miéry et Saint-Lothain.
- le ruisseau des Bordes (rg) 2 km sur les deux communes de Miéry et Saint-Lothain.
- le Bief de Noire Fontaine (rd) 1 km sur la seule commune de Miéry.

et aussi 
- le ruisseau de l'Étang du Moulinot (rd),
- la Malan (rd)
- la Seillette (rg)
- le canal de la Seille (rg),[5]

### Rang de Strahler
Donc son rang de Strahler est de trois.

## Hydrologie

### La Brenne à Sens-sur-Seille (L'Estalet)
À la station U3415030 - La Brenne à Sens-sur-Seille (L'Estalet) avec des données calculées sur 26 ans de 1995 à 2020, le module est de 5,16 m3/s pour un bassin versant de 439 km2 et à 180 m d'altitude, soit pratiquement tout le bassin versant puisque d'après le SANDRE, il fait 445 km2.

### Étiage ou basses eaux
À l'étiage, c'est-à-dire aux basses eaux, le VCN3, ou débit minimal du cours d'eau enregistré pendant trois jours consécutifs sur un mois, en cas de quinquennale sèche s'établit à 0,2 m3/s, ce qui représente 3,8 % du module à 5,16 m3/s.

### Crues
Sur cette période d'observation, le débit journalier maximal a été observé le 17 novembre 2002 pour 104,0 m3/s. Le débit instantané maximal a été observé le 16 novembre 2002 avec 115,0 m3/s en même temps que la hauteur maximale instantanée de 360 cm soit 3,60 m.
Le QIX 2 est de 60,0 m3/s, le QIX 5 est 85,0 m3/s, le QIX 10 est de 100,0 m3/s, le QIX 20 est de 120,0 m3/s et le QIX 50 est de 140,0 m3/s.

### Lame d'eau et débit spécifique
La lame d'eau écoulée dans cette partie du bassin versant de la rivière est de 372 millimètres annuellement, ce qui est légèrement au-dessus de la moyenne en France, à 300 mm/an. Le débit spécifique (Qsp) atteint 11,8 litres par seconde et par kilomètre carré de bassin.